# Choristodera
Choristodera – rząd wodnych gadów. Jego najstarsi znani przedstawiciele żyli w środkowej jurze (Cteniogenys), a być może nawet późnym triasie (kontrowersyjny Pachystropheus); grupa dotrwała przynajmniej do końca eocenu, a być może nawet do wczesnego miocenu (przy założeniu, że do Choristodera należał rodzaj Lazarussuchus; część autorów klasyfikuje go jednak jako takson siostrzany Choristodera). Choristodera należą więc do kilku (obok ptaków, krokodylomorfów, lepidozaurów i żółwi) grup zauropsydów, które przetrwały wymieranie kredowe.
Skamieniałe szczątki ich przedstawicieli znaleziono w Ameryce Północnej, Azji i Europie.
Najwięcej w pokładach od późnej kredy do niższego eocenu. Filogenetyczna pozycja Choristodera nie jest pewna – różne analizy kladystyczne sugerują, że Choristodera mogły być bazalnymi przedstawicielami kladu Archosauromorpha (sensu Dilkes, 1998), bazalnymi lepidozauromorfami, bazalnymi przedstawicielami kladu Neodiapsida nie należącymi do Lepidosauromorpha ani do Archosauromorpha, lub bazalnymi diapsydami nie należącymi do Neodiapsida.
Klad ten obejmuje formy o różnych kształtach. Do bazalnej rodziny Hyphalosauridae należały długoszyje rodzaje, które w wyniku konwergencji upodobniły się budową ciała do triasowych zauropterygów z rodziny Pachypleurosauridae. Z kolei rodzaje zaliczane do kladu Neochoristodera wyglądem zewnętrznym przypominały współczesne gawiale. Różniły się głównie bardziej przesuniętymi do przodu oczami, szerokim tyłem czaszki, połączonymi nozdrzami oraz słabymi kończynami utrydniającymi sprawne ruchy po lądzie. Czaszka wydłużona w cienki pysk wypełniony małymi stożkowatymi zębami. Klatka piersiowa grzbietowo-brzusznie spłaszczona, ogon bocznie spłaszczony  służył jako siła napędowa przy pływaniu. 
Żebra krótkie i masywne jak u innych wodnych gadów. Zajmowały podobną niszę jak gawiale, polując na małą zdobycz w rzekach i bagnach. Najstarsi przedstawiciele Choristodera mieli krótsze i szersze pyski.